# Chrysobothris sexfasciata
Chrysobothris sexfasciata är en skalbaggsart som beskrevs av Schaeffer 1919. Chrysobothris sexfasciata ingår i släktet Chrysobothris och familjen praktbaggar. Inga underarter finns listade i Catalogue of Life.